# エル・バジェ川

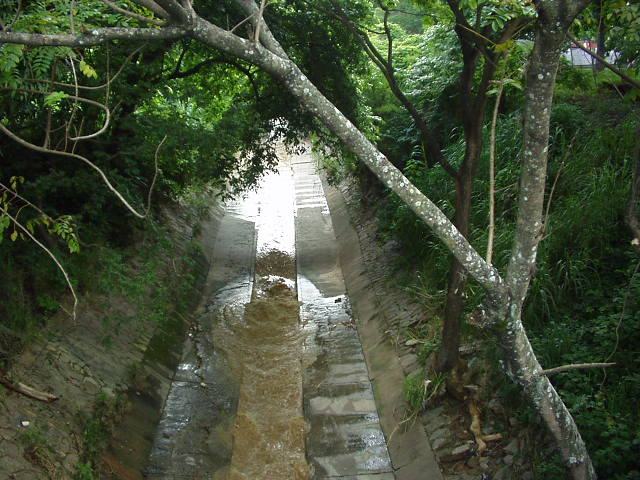
フエルテティウナ付近の流れ (2004年6月)

エルバジェ川（エルバジェかわ、Río El Valle）は、ベネズエラのカラカス盆地を南から北に流れる川で、グアイレ川の支流である。バジェはスペイン語で「谷」の意味。

## 地理
ミランダ州の低い山地に発し、南から北に流れる。上流を除き、左岸側の谷と傾斜地にはカラカスの郊外住宅地が広がる。右岸側は森に覆われた山地だが、グアイレ川への合流点付近になるとやはり住宅地になる。合流点付近では、エルバジェ自動車道 の下を流れる。この道路と、フランシスコファハルド自動車道が交差するインターチェンジで、グアイレ川に合流する。